# Вэй Вэй (певица)
Вэй Вэй (кит. упр. 韦唯, пиньинь Wéi Wéi) — китайская поп-певица, автор песен и актриса. Родилась в Хух-Хото, столице Автономного района Внутренняя Монголия.
За годы карьеры продала более 200 миллионов экземпляров своих кассет и CD в Китае, благодаря чему стала одной из самых продаваемых исполнителей в мире. Она поет на путунхуа и английском языках.

## Список песен

### Песни на китайском
Названия песен переведены на английский :
- Dedication of love
- Asian wind
- The red flower
- Tears of a lover
- Love song to the moon
- Understanding
- Looking at you
- You are the one
- Woman like a bird
- True feelings
- A soft world
- The same homeland
- Today is your birthday
- The lolo song
- True love
- Searching for love
- Telling to the spring
- The same song
- Welcome to Beijing
- This wonderful world
- Common holiday
- Good luck to you
- Sparkling sky
- Love for Chishui
- Green snares of love
- Look up at the sparkling sky
- Thanks
- I believe in China

### Песни на английском
- All there is / Multiplay
- Where we are /Multiplay
- Love Changes Everything / Andrew Lloyd Webber
- If you believe / Peter Jöback/Anders Bagge